# 戰遊網
戰遊網（英文：Wargaming，又稱 Wargaming.Net，简称WG）是一家於1998年成立的戰略遊戲開發公司。公司總部位於賽普勒斯尼科西亞，於白俄羅斯、烏克蘭、俄羅斯、美國等地皆有開發工作室。並在白俄羅斯、俄羅斯、美國、日本、法國、英國、德國、南韓、台灣、新加坡、澳洲等地設立分公司。
Wargaming 的代表作為《全面攻擊》（Massive Assault）系列，該公司另一款較為知名的則是由史克威爾艾尼克斯（Square Enix）發行的第二次世界大戰即時策略遊戲《戰爭命令》（Order of War）系列，亦是該公司首次替史克威爾艾尼克斯開發的遊戲。

## 公司一覽
以下表格為戰遊網總部、旗下工作室與子公司列表
| 國家        | 名稱                        | 備註                                                                          |
| ----------- | --------------------------- | ----------------------------------------------------------------------------- |
| 白俄羅斯    | Game Stream Ltd             | 《戰車世界》主要開發團隊 2022年起因俄烏戰爭撤出                               |
| 賽普勒斯    | Wargaming Group Limited     | 公司當前註冊地                                                                |
| 乌克兰      | Persha Studia               | 《戰機世界》、《戰車世界：點將錄》主要開發團隊 2022年起因俄烏戰爭撤出         |
| 俄羅斯      | Lesta Studio                | 《戰艦世界》主要開發團隊 2022年起因俄烏戰爭中止合作關係，但維持原遊戲開發工作 |
| 法國 · 德国 | Wargaming Europe SAS        |                                                                               |
| 奥地利      | Wargaming Interactive GmbH  | [ 7 ] [ 8 ]                                                                   |
| 英国        | Wargaming.Net LLP           |                                                                               |
| 美国        | Wargaming America Inc.      |                                                                               |
| 美国        | Wargaming Chicago-Baltimore | 前身為 Day 1 Studios                                                          |
| 美国        | Wargaming Seattle           | 前身為 Gas Powered Games                                                      |
| 美国        | Wargaming Austin            |                                                                               |
|             | Wargaming Korea             |                                                                               |
| 新加坡      | Wargaming ASIA Pte Ltd      |                                                                               |
| 日本        | Wargaming Japan Ltd         |                                                                               |
| 臺灣        | Wargaming Taiwan Branch     | 2019年4月申請廢止登記                                                         |
|             | BigWorld                    |                                                                               |

## 公司歷史
- 1998 年，Victor Kislyi 創辦戰遊網[10]，一間專門針對 PC 開發多人戰略遊戲的公司。而公司的第一款計畫是《DBA Online》，桌上遊戲《De Bellis Antiquitatis》的數位版本。
- 2000 年，推出《DBA Online》
- 2002 年 8 月，公司第一款科幻類型戰略遊戲《全面攻擊》[11]，在未來的五年內推出了五款的《全面攻擊》系列[12]。
- 2003 年 9 月，《全面攻擊》上市
- 2007 年 11 月，收購位於白俄羅斯明斯克的開發工作室 Arise Studio[13]
- 2008 年，推出公司第一款即時戰略遊戲，《Operation: Bagration》[14]
- 2009 年 4 月，開始製作《戰爭命令》，同年 9 月由史克威爾艾尼克斯發行上市。
- 2010 年，於俄羅斯推出《戰車世界》
- 2011 年，Persha Studia、Lesta Studio 以及 DAVA Consulting 加入策略合作夥伴，在戰遊網旗下負責各自的項目。
- 2011 年 6 月，在電子娛樂遊戲展宣布《戰車世界》姊妹作，空戰類型的《戰機世界》
- 2011 年 8 月，進軍美國市場，在舊金山開設分公司。同月開設北美、歐洲伺服器。在德國科隆遊戲展上宣布戰爭三部曲中的海戰類型遊戲《戰艦世界》
- 2012 年 5 月，進軍韓國市場，在首爾開設分公司
- 2012 年 4 月，《戰車世界》北美、歐洲地區正式上市
- 2012 年 8 月，Wargaming 公布首款網頁大型多人連線遊戲，同月用 4 千 5 百萬美元收購 BigWorld [15]
- 2013 年 1 月，收購家用主機遊戲開發工作室 Day 1 Studios [16]
- 2013 年 2 月，收購 PC 遊戲開發工作室 Gas Powered Games [17]，宣布成立電競聯盟「Wargaming.net League」[18]
- 2013 年 3 月，宣布將推出《戰車世界》行動裝置版本《戰車世界：閃擊戰》。[19]
- 2013 年 5 月，宣布進軍日本市場，在東京開設分公司[20]
- 2013 年 7 月，從雅達利（Atari）破產程序中收購橫掃千軍系列、銀河霸主（英语：Master of Orion）智慧財產權 [21]
- 2013 年 10 月，Wargaming 用 4 千萬歐元入股賽普勒斯希臘銀行（英语：Hellenic Bank）。 [22]
- 2013 年 11 月，於獨立國協、北美、歐洲等地推出《戰機世界》。 [23]
- 2014 年 2 月，《戰車世界：家用主機版》Xbox 360 版本於全球上市 [24]
- 2014 年 3 月，《戰車世界：閃擊戰》正式進入封閉測試階段
- 2014 年 4 月，「Wargaming.net League」首場《戰車世界》世界大賽總決賽於波蘭華沙舉行 [25]
- 2014 年 5 月，《戰車世界：閃擊戰》搶先在北歐地區上市，於 App Store 上的評價平均約 4.5 顆星，並攀上總排行前三名
- 2014 年 6 月，《戰車世界：閃擊戰》正式於全球 App Store 上市
- 2014 年 12 月，《戰車世界：閃擊戰》正式於全球 Google Play 上市；同月《戰艦世界》開放限時限額週末測試，玩家需要在官方網站 （页面存档备份，存于）申請參與測試。
- 2015 年 3 月，《戰艦世界》進入封閉測試階段
- 2015 年 4 月，第二屆「Wargaming.net League」《戰車世界》世界大賽總決賽再度於波蘭華沙舉行
- 2015 年 6 月，正式公開《銀河霸主》重製版
- 2015 年 7 月，《戰艦世界》進入公開測試階段、《戰車世界：家用主機版》推出 Xbox One 版本、成立全新部門 WG Labs（Wargaming Labs）
- 2015 年 9 月，《戰艦世界》於北美、歐洲、獨立國協、亞洲正式推出、公開《戰車世界：家用主機版》PlayStation 4 版本
- 2015 年 10 月，針對行動裝置平台成立全新部門 WG Cells（Wargaming Cells）
- 2015 年 11 月，正式推出《戰車世界：點將錄》
- 2015 年 12 月，《戰車世界：閃擊戰》推出 Windows 10 版本，登陸個人電腦平台。
- 2018 年 1 月 11 日, 正式推出《戰艦世界:閃擊戰》
- 2022 年 3 月 1 日，因俄烏戰爭影響，戰遊網開除曾公開發表挺俄言論的《戰車世界》總監Sergey Burkatovskiy，撤離烏克蘭基輔Persha Studia（戰機世界原廠），安頓烏克蘭工作室員工，並捐款100萬美金給烏克蘭紅十字會。
- 2022 年 4 月 4 日，因俄烏戰爭影響，戰遊網宣布退出俄羅斯、白俄羅斯的市場，關閉白俄羅斯明斯克總部（戰車世界原廠），並中止與俄羅斯聖彼得堡Lesta Studio（戰艦世界原廠）的關係；戰遊網在俄白兩國業務也隨即移交給不再合作的Lesta Studio，北美、歐洲、亞洲的業務維持原樣不受影響。
- 2022年8月18日宣布，Lesta Studio與Wargaming已完全分離，而Lesta studio將會獨立運營俄羅斯與白俄羅斯伺服器，與戰遊網不再有任何關係，而戰遊網也給出一個月的時間讓兩伺服器的玩家選擇是否轉移帳號到歐洲伺服器。[26]

## 產品一覽
| 上市年份                                                                          | 標題                                              | 類型                 | 評價       |
| --------------------------------------------------------------------------------- | ------------------------------------------------- | -------------------- | ---------- |
| 2000                                                                              | DBA Online                                        | 回合制策略遊戲       |            |
| 2003                                                                              | 全面攻擊                                          | 回合制策略遊戲       | 80.11%, 77 |
| 2004                                                                              | 全面攻擊 Network                                  | 回合制策略遊戲       | 78.15%, 74 |
| 2005                                                                              | Domination（另稱：全面攻擊：Phantom Renaissance） | 回合制策略遊戲       | 69.61%, 69 |
| 2006                                                                              | 全面攻擊 Network 2                                | 回合制策略遊戲       | 76.00%, 72 |
| 2007                                                                              | 銀河突襲：戰囚權力                                | 回合制策略遊戲       | 69.47%, 68 |
| 2008                                                                              | 巴格拉基昂行動                                    | 即時戰略遊戲         |            |
| 2009                                                                              | 戰爭命令                                          | 即時戰略遊戲         | 71.67%, 69 |
| 2010                                                                              | 戰爭命令：挑戰                                    | 即時戰略遊戲         | 72.50%, 70 |
| 2010 ( 白俄羅斯) · 2011 ( 欧洲联盟、 美国、 中国大陆) · 2012 ( 东南亚国家联盟、 ) | 戰車世界                                          | 大型多人線上遊戲     | 82.15%, 80 |
| 2013 年 11 月 12 日 ( 獨立國家聯合體) 2013 年 11 月 13 日 ( 欧洲联盟、 美国)      | 戰機世界                                          | 大型多人線上遊戲     |            |
| 2014 年 2 月 12 日                                                                | 戰車世界：家用主機版                              | 大型多人線上遊戲     |            |
| 2015 年 9 月 17 日                                                                | 戰艦世界                                          | 大型多人線上遊戲     |            |
| 2015 年 11 月 26 日                                                               | 戰車世界：點將錄                                  | 網頁遊戲             |            |
| 2014 年 6 月 26 日                                                                | 戰車世界：閃擊戰                                  | 大型多人手機線上遊戲 |            |
| 2016 年 8 月 25 日                                                                | 銀河霸主                                          | 回合制策略遊戲       | .          |

## 特殊專案
戰遊網近年來參與許多有助於保護歷史遺產、參與公益回饋社會等重要項目。甚至發起了一項全球運動，幫助搜尋並保存重建世界各地的軍事歷史文物等。
- 與俄羅斯庫賓卡坦克博物館合作修復超重型鼠式戰車[47]